# チュルクエー黄金薄板

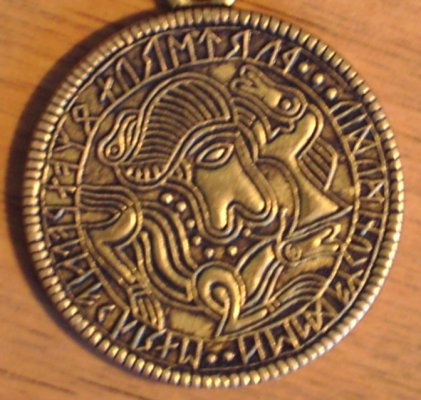
真鍮によるチュルクエー1黄金薄板の複製 (眼球は再現されていない)

チュルクエー黄金薄板は、スウェーデン・ブレーキンゲ地方のチュルクエーで発見された二枚の黄金薄板。ノルド祖語の、エルダー・フサルクによるルーン碑文が刻まれている。

## 解説
この二枚の黄金薄板が発見されたのは1817年、チュルクエー付近の石の多い丘が開墾された時のことであった。薄板は岩場の草の根に絡まっていた。
薄板と共に東ローマ帝国皇帝テオドシウス2世の金貨が一枚発見された。これは西暦443年のものとされる。
チュルクエー1黄金薄板は西暦400年から650年の間のゲルマン鉄器時代のものとされ、現代ではスウェーデン国立歴史博物館が管理している(SHM 1453:25)。これはヴァデステーナ黄金薄板と同じく典型的なC黄金薄板であり、下部の馬と上部の鳥の間に定型化された頭部が描かれている。
この図像は、北欧の古代宗教における神オーディンの早期の形態であり、その聖獣である馬と烏を共に描いたものである、と通常は解釈される。

## 碑文

### チュルクエー1黄金薄板
チュルクエー1黄金薄板に刻まれたルーン碑文
ᚹᚢᚱᛏᛖᚱᚢᚾᛟᛉᚨᚾᚹᚨᛚᚺᚨᚲᚢᚱᚾᛖ··ᚺᛖᛚᛞᚨᛉᚲᚢᚾᛁᛗᚢᚾᛞᛁᚢ···
ラテン文字への転写:
wurte runoz an walhakurne heldaz kunimundiu
日本語訳:
「ヘルダルはクニモンドのために walha-kurne にルーン文字を刻んだ。」
walha-kurneがこの黄金薄板その物を指す複合語であるという点では見解は一致している。walha は現代の英語の Welsh と同源であり「外国の、非ゲルマン民族の」を意味するが、おそらくここではより狭い意味で「ローマ人の」あるいは「ガリア人の」を指して用いられている。一方で、二番目の要素である kurne については諸説が提案されている。
ある解釈によるとkurne とは kurna の単数与格であり、walha-kurne(ローマ人の/ガリア人の穀物)とは「黄金」を意味するケニングである。これはローマ帝国のソリドゥス金貨を溶融して黄金薄板の素材としたことを指すのかもしれない。
kurne についての別の解釈では、この要素をラテン語の corona (王冠)からの借用語とする。しかし、コインの表面に王冠が描かれる事にちなんで貨幣その物を王冠を呼ぶこの用法は、中世盛期においてのみ確認されていることから、現代ではこちらの説はありそうもないと考えられている。
「ヘルダル」という人名は*held-（戦い）に由来しており、「クニモンド」は kuni- (一族)と mund- (守護)からなる。

### チュルクエー2黄金薄板
チュルクエー2黄金薄板も同時期のものと考えられており、"ota"と読める三文字だけのルーン碑文が残されている。これは「恐怖」と訳すことができる。この定型語はDR IK55 (Fjärestad)・DR IK152 (スコーネ県内、詳細な発見場所は不明)・DR IK578 (Gadegård)といった他の黄金薄板にも刻印されている。  

## 注
1. 1 2  Montelius & Lindberg (1869:49).
2. ↑  Project Samnordisk Runtextdatabas Svensk - Rundata entry for DR BR75.
3. ↑  Looijenga (2003:42, 109).
4. ↑  Brate (1922:14-15).
5. ↑  Project Samnordisk Runtextdatabas Svensk - Rundata entry for DR BR76.